# Quintus Fabius Maximus Eburnus
Quintus Fabius Maximus Eburnus entstammte dem römischen Patriziergeschlecht der Fabier und bekleidete 116 v. Chr. das Konsulat.

## Leben
Quintus Fabius Maximus Eburnus war wahrscheinlich der Sohn von Quintus Fabius Maximus Servilianus (Konsul 142 v. Chr.).
Friedrich Münzer vermutet aufgrund einer Stelle bei Valerius Maximus, dass Fabius 132 v. Chr. Quästor des Konsuls Publius Rupilius auf Sizilien war, als dieser dort den Sklavenaufstand des Eunus niederschlug und anschließend die Verhältnisse der Provinz Sicilia neu ordnete. Dann hätte Fabius auch die Tochter des Rupilius, Rupilia, geheiratet. Münzer vermutet auch, dass Fabius 127 v. Chr. Münzmeister wurde. Vielleicht wegen nicht zufriedenstellender Amtsführung als Quästor gelangte er erst 119 v. Chr. zur Prätur und war in dieser Funktion der Vorsitzende des Gerichtes für Majestätsverbrechen.
Obwohl der allgemein geschätzte Marcus Aemilius Scaurus als Kandidat bei den Konsulwahlen für 116 v. Chr. favorisiert worden war, setzte sich Fabius gegen ihn überraschend durch; sein Kollege als Konsul wurde Gaius Licinius Geta. Wahrscheinlich verwaltete er dann als Prokonsul 115–114 v. Chr. die Provinz Makedonien. Schließlich ist fraglich, ob er oder Quintus Fabius Maximus Allobrogicus als Gesandter nach Kreta geschickt und 108 v. Chr. Zensor wurde. Da er seinen Sohn wegen unkeuschen Treibens hinrichten ließ, wurde er von Gnaeus Pompeius Strabo angeklagt, dann verurteilt und musste sich 104 v. Chr. ins Exil nach Nuceria begeben, wo er noch einige Zeit lebte.